# Matt Cohen
Matthew Joseph «Matt» Cohen (Miami, Florida, 28 de septiembre de 1982) es un actor estadounidense. Es conocido por haber interpretado a Aiden Dennison en South of Nowhere.

## Biografía
Contrajo matrimonio con la actriz estadounidense Mandy Musgrave. La pareja debutó como padres en abril de 2015.

### Carrera
Cohen ha protagonizado varias películas como Boogeyman 2, Dark House e interpretó a Aiden Dennison en South of Nowhere. También interpretó a Syd en Rockville CA, una serie web creada por Josh Schwartz. A finales de 2008, tuvo un papel como estrella invitada en la cuarta temporada de Supernatural, donde interpretó a John Winchester joven.
En 2009 coprodujo The Outside, protagonizada por Nia Peeples, Michael Graziadei, Dante Basco y Rob Moran. También interpretó a Johnny Jones en la película Chain Letter, y apareció como estrella invitada en la cuarta temporada de 90210 dando vida a Jeremy.
En agosto de 2015, fue elegido para interpretar a Levi en la segunda temporada de How to Get Away with Murder.
En enero de 2016 se dio a conocer que fue elegido para interpretar al doctor Griffin Munro en el serial televisivo General Hospital debutando durante la primera semana de febrero del mismo año. El 26 de agosto Cohen fue elegido para dar vida a Ryan Garrett, hijo de Jack Garrett (Gary Sinise) y un agente del FBI en Criminal Minds: Beyond Borders.

## Filmografía
| Cine       | Cine                           | Cine                            | Cine                     |
| Año        | Película                       | Rol                             | Notas                    |
| ---------- | ------------------------------ | ------------------------------- | ------------------------ |
| 2007       | Boogeyman 2                    | Henry Porter                    |                          |
| 2009       | The Outside                    | Travis                          | Coproductor              |
| 2009       | Dark House                     | Rudy                            |                          |
| 2010       | Chain Letter                   | Johnny Jones                    |                          |
| 2013       | Windsor Drive                  | Matt                            |                          |
| Televisión |                                |                                 |                          |
| Año        | Título                         | Rol                             | Notas                    |
| 2005       | Complex                        | Jacques                         | Película para televisión |
| 2005–2008  | South of Nowhere               | Aiden Dennison                  | Elenco principal         |
| 2006       | The O.C.                       | Jim                             | 1 episodio               |
| 2008       | Medium                         | Ryan Haas                       | 1 episodio               |
| 2008, 2010 | Supernatural                   | John Winchester (joven)/Michael | 2 episodios              |
| 2009       | Nite Tales: The Series         | Jon                             | 1 episodio               |
| 2010       | NCIS: Los Angeles              | James Winston                   | 1 episodio               |
| 2011       | 90210                          | Jeremy                          | 4 episodios              |
| 2011, 2013 | Cowgirl Up                     | Sheriff B. Calhoun              | 3 episodios              |
| 2013       | The Client List                | Victor Collins                  | 1 episodio               |
| 2014       | Melissa & Joey                 | Vic Spinelli                    | 1 episodio               |
| 2014       | Criminal Minds                 | John Franklin                   | 1 episodio               |
| 2015       | How to Get Away with Murder    | Levi Wescott                    | 3 episodios              |
| 2016       | General Hospital               | Doctor Griffin Munro            | Elenco principal         |
| 2016       | Criminal Minds: Beyond Borders | Ryan Garrett                    | Elenco recurrente        |